# Els homes durs no ballen
Els homes durs no ballen (títol original en anglès: Tough Guys Don't Dance) és una pel·lícula estatunidenca dirigida per Norman Mailer, estrenada l'any 1987, adaptació de la novel·la homònima de l'autor publicada l'any 1984. Ha estat doblada al català.

## Argument
Trama policíaca que se centra en el desesperat intent, per part d'un escriptor de passat criminal, de trobar la veritat que s'amaga darrere d'una sèrie d'esborronadores i inexplicables mutilacions i assassinat

## Repartiment
- Ryan O'Neal: Tim Madden
- Isabella Rossellini: Madeleine Regency
- Debra Stipe: Patty Lareine
- Wings Hauser: Capità Alvin Luther Regency
- John Bedford Lloyd: Wardley Meeks III
- Lawrence Tierney: Dougy Madden
- Penn Jillette: Big Stoop
- Frances Fisher: Jessica Pond
- R. Patrick Sullivan: Lonnie Pangborn
- John Snyder
- Stephan Morrow
- Clarence Williams III
- Kathryn Sanders
- Ira Lewis
- Ed Setrakian
- Jodi Faith Cahn